# Capital vs. Labor
Capital vs. Labor è un cortometraggio muto del 1910 diretto da Van Dyke Brooke.

## Produzione
Il film, che fu prodotto dalla Vitagraph Company of America, venne girato a Flatbush, Brooklyn.

## Distribuzione
Distribuito dalla Vitagraph Company of America, il film - un cortometraggio in una bobina - uscì nelle sale cinematografiche statunitensi il 22 marzo 1910.